# Exuvium

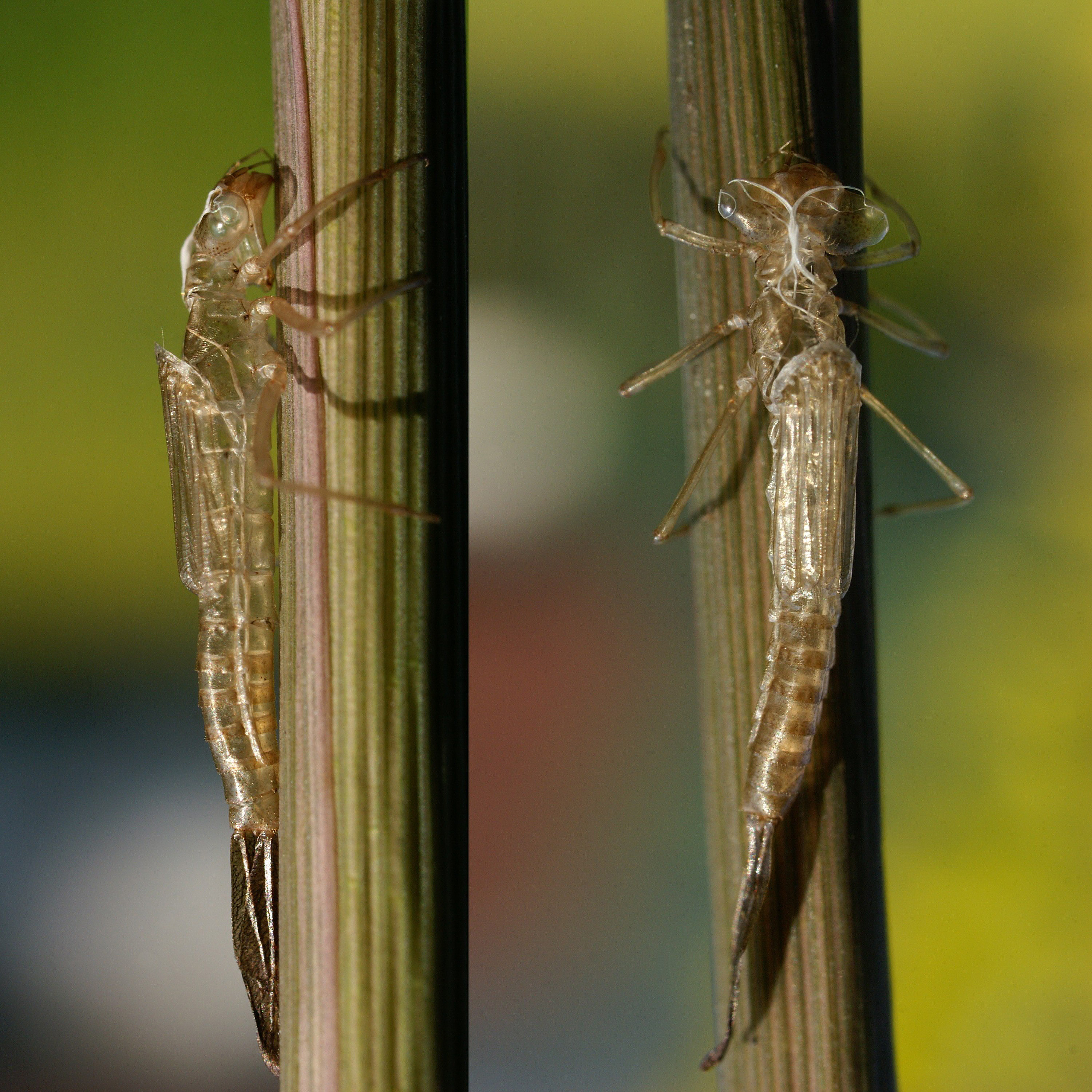
Kvarhängande tomma exuvium sedan två fullbildade trollsländor kläckts.

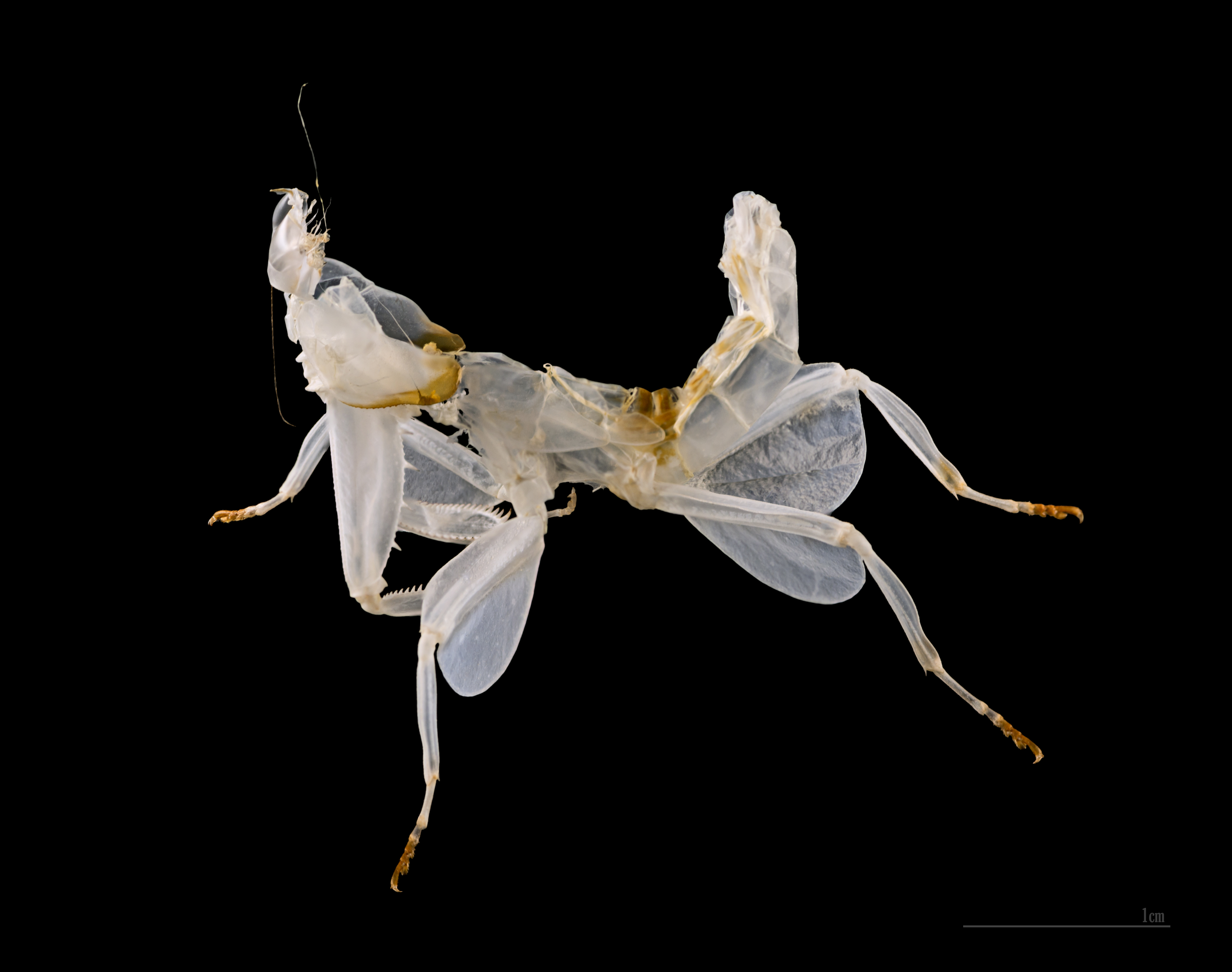
Hymenopus coronatus - Exuvium

Exuvium eller exuvia är den tomma rest som blir kvar efter en ömsning av hud eller skinn hos vissa djur som insekter och ormar. Hos exempelvis trollsländor är exuvium den tomma larvhud som blir kvar när en  slända kläcker och blir en fullbildad insekt.